# Karl Jenkins
Sir Karl William Pamp Jenkins, (Penclawdd, Gal·les, 17 de febrer de 1944) és un compositor gal·lès conegut per Adiemus, The Armed Man i el seu Rèquiem.
Fill d'un organista i director de cor, va ser instruït pel seu pare i va entrar a la Jove Orquestra Nacional de Gal·les com a oboista. Va estudiar música i, després de la graduació,va assistir a la Royal Academy of Music, on va conèixer el compositor Alun Hoddinott. Va entrar al grup de Graham Collier i després va fundar el grup Nucleus, amb el qual va obtenir el primer premi al Festival de Jazz de Montreux el 1970. Durant els primers anys de la seva carrera musical fou conegut com un saxofonista de jazz i jazz rock.
El 1972 es va incorporar a la Soft Machine, amb qui va romandre fins al 1984. Es va dedicar a la música comercial, que inclou un dels diamants dels De Beers. La cançó va ser reutilitzada pel compositor al seu treball Palladio. Durant els anys 90 es va dedicar a la música new age i amb el projecte Adiemus va publicar una sèrie composta de sis àlbums de caràcter predominantment vocalístic en què va estar acompanyat per l'Orquestra Filharmònica de Londres.

## Vida primerenca i estudis
De mare sueca i pare gal·lès, Karl Jenkins va néixer i es va criar a Penclawdd, el Gower, País de Gal·les. Jenkins va rebre la seva primera instrucció musical del seu pare, que era mestre de l'escola local, organista i director de cor de la capella. Va cursar l'escola secundària a Gowerton.
Jenkins va començar la seva carrera musical com a oboista a la Jove Orquestra Nacional de Gal·les. Després va passar a estudiar música a la Universitat de Cardiff, i més tard va cursar els estudis de postgrau a la Royal Academy of Music de Londres, on va conèixer la seva dona i col·laboradora musical, Carol Barratt. Va estudiar amb el compositor Alun Hoddinott.

## Carrera

### Inicis: grup de Graham Collier i Nucleus
Durant la major part de la seva carrera primerenca, Jenkins fou conegut com un músic de jazz i jazz-rock. Tocava els saxòfons soprano i baríton, els teclats i l'oboè, un instrument inusual en un context de jazz. Es va unir al grup del compositor de jazz Graham Collier i més tard va cofundar el grup de jazz-rock Nucleus, que va guanyar el primer premi en el Festival de Jazz de Montreux el 1970.

### Soft Machine
El 1972 es va incorporar a la banda de rock progressiu de Canterbury Soft Machine, i va codirigir les seves últimes actuacions el 1984. El grup va desafiar qualsevol categorització i va tocar a llocs tan diversos com The Proms, el Carnegie Hall, i el Festival de Jazz de Newport. L'àlbum en el qual Jenkins va tocar per primera vegada amb Soft Machine, Six, va guanyar el premi Melody Maker a l'àlbum de jazz britànic de l'any el 1973. Jenkins també va guanyar en la secció d'instruments musicals diversos (com ho faria l'any següent). Soft Machine va ser triat com el millor grup petit en el Melody Maker de 1974. Els àlbums en què Jenkins va participar com a músic i compositor van ser Six, Seven (1973), Bundles (1975), Softs (1976) i Land of Cockayne (1981). Jenkins va compondre la majoria de les pistes de Seven i gairebé la totalitat de les pistes en els següents tres àlbums.
Després que Mike Ratledge deixés la banda el 1976, Soft Machine no va incloure cap dels seus membres fundadors, però va seguir gravant sobre la base de projectes al voltant de les figures de Jenkins i del bateria John Marshall. Malgrat la visió positiva de Melody Maker de Soft Machine els anys 1973 i 1974, Hugh Hopper, involucrat amb el grup des que va reemplaçar el baixista Kevin Ayers el 1968, cita la participació musical "de tercera categoria" de Jenkins en la seva pròpia decisió de deixar la banda, i la banda de finals de la dècada de 1970, segons el membre John Etheridge, perdia tot el seu potencial.

### Música publicitària
Jenkins ha creat una gran quantitat de música publicitària, i és dues vegades guanyador del premi de la indústria en aquest camp. Des de la dècada de 1980, va desenvolupar una relació amb la Bartle Bogle Hegarty, començant amb la composició de música pels seus pantalons texans Levi. Potser la seva peça més escoltada és el tema clàssic utilitzat per De Beers, comerciants de diamants, per a la seva campanya publicitària de televisió centrada en la joieria. Jenkins el va incloure més tard com la pista del títol en un recull anomenat Diamond Music, i també el va utilitzar com a tema del primer moviment de la seva obra Palladio. Ha arranjat també música per a anuncis de Renault.
De l'estil de la seva música publicitària, cal destacar l'ús d'allò que s'ha anomenat la "música del món". Generalment, s'empra aquest terme per a descriure aquella música no occidental, habitualment vocal i amb acompanyament de percussió i altres instruments exòtics, que és utilitzada pels publicistes per a crear reminiscències ètniques. No obstant això, la majoria de músiques d'aquest tipus són composicions creades per músics d'Occident, com ara Jenkins, que solia jugar amb texts sense significat o fins i tot amb llengües inventades. La "música del món" resulta ambigua i indeterminada, no es podria relacionar clarament amb cap indret geogràfic, o es podria relacionar amb tots a la vegada.

### Adiemus
Com a compositor, el seu avanç es va produir amb el projecte Adiemus, que ha portat a terme al Japó, Alemanya, Espanya, Finlàndia, Holanda i Bèlgica, així com al Royal Albert Hall de Londres i a la central elèctrica de Battersea, amb la col·laboració de l'Orquestra Filharmònica de Londres.
Adiemus es va originar com un grup britànic que feia música per a anuncis de televisió. Jenkins, que en formava part, componia les seves obres amb una barreja de música clàssica, l'anomenada "música del món" i música d'estil new age. Com havia passat amb altres músics de rock, Jenkins es va adonar que les seves composicions més funcionals eren buscades per fans i col·leccionistes. Adiemus es va fer tan popular que van deixar de ser un grup ocasional i van treure un disc.
L'àlbum Adiemus: Songs of Sanctuary (1995) va encapçalar les llistes d'àlbums clàssics, amb més d'un milió i mig de vendes a tot el món, cosa que va donar lloc a una sèrie de successors, que giren al voltant d'un tema central.

### Altres treballs
El novembre de 1973, Jenkins i Ratledge van participar en una actuació en viu per a la BBC de l'obra de Mike Oldfield Tubular Bells. Està disponible al DVD Elements d'Oldfield. Dècades més tard, el 2008 feu els arranjaments per orquestra i cor de Music of the Spheres en llur presentació mundial.
Jenkins va ser el primer compositor i director d'orquestra internacional que va dirigir el cor de la Universitat de Johannesburg, liderat per Renette Bouwer, durant la seva visita a Sud-àfrica, ja que es va interpretar la seva obra The Armed Man: A mass for peace juntament amb una orquestra de 70 músics.
L'obra coral de Jenkins The peacemakers compta amb textos de Gandhi, Martin Luther King, el Dalai Lama, Nelson Mandela, Anna Frank i la Mare Teresa de Calcuta, així com paraules de la Bíblia i l'Alcorà i algun nou text escrit especialment per Terry White. A l'enregistrament de 2012, la London Symphony Orchestra estava acompanyada per diferents cors, incloent el Rundfunkchor de Berlín, el cor juvenil de la ciutat de Birmingham, i el "cor realment gran", format per membres dels cors de tot el Regne Unit, reunits en un dia, en un estudi, per contribuir en dos moviments de l'àlbum. Com a artistes convidats apareixen la violinista Chloë Hanslip, la soprano Lucy Crowe, Davy Spillane amb la gaita irlandesa, l'intèrpret de bansuri Ashwin Srinivasan i els músics de jazz Nigel Hitchcock i Laurence Cottle. L'àlbum va ser llançat el 26 de març de l'any 2012. L'estrena mundial d'aquesta obra de 17 moviments es va dur a terme, però, al Carnegie Hall de Nova York el 16 de gener de 2012. Karl Jenkins va dirigir des del podi, i John H. Briggs va dirigir el cor infantil. Més tard aquell any es van dur a terme més concerts al Regne Unit i als EUA.
Jenkins va compondre, d'altra banda, la música per a la sèrie del 2012 La història de Gal·les de la BBC de Gal·les, presentada per Huw Edwards.
Una obra titulada The Healer - A Cantata for St Luke va ser estrenada el 16 octubre de 2014 a l'església de St Luke, Grayshott, Hampshire, i va ser enregistrada i transmesa per Classic FM. The Healer es va estrenar als Estats Units, al Carnagie Hall de Nova York el 19 de gener de 2015; al setembre de 2015, l'enregistrament de l'estrena va ser llançat en CD per Warner Classics.
Un CD recopilatori, Still with the music, també va ser llançat al setembre de 2015, coincidint amb la publicació de la seva autobiografia amb el mateix nom.

## Premis i assoliments
Jenkins té un Doctorat en Música de la Universitat de Gal·les. És company i associat de la Royal Academy of Music, i una sala ha estat anomenada en el seu honor. També ha tingut beques a la Universitat de Cardiff (2005), el Royal Welsh College of Music and Drama, el Trinity College Carmarthen, i la Universitat Metropolitana de Swansea.
El 2008, la seva obra The Armed Man va ser catalogada com a número 1 del "Top 10 de compositors vius" de l'emissora britànica Classic FM.
Se li va concedir un doctorat honorari en música a la Universitat de Leicester, la Medalla del Rector de la Universitat de Glamorgan, i és professor visitant honorari de la Universitat de la Vall del Tàmesi, el London College of Music i l'ATriUM de Cardiff.
Jenkins va ser nomenat Oficial de l'Orde de l'Imperi Britànic (OBE) l'any 2005, i Comandant de l'Orde de l'Imperi Britànic (CBE) l'any 2010. El 2015 va ser nomenat Knight Bachelor.
Jenkins és copresident de la British Double Reed Society i patró de la Societat Internacional d'Escoles de Música Coral (ISCMS).

## Llista parcial d'obres

### Àlbums
- Adiemus: Songs of Sanctuary
- Adiemus II: Cantata Mundi
- Adiemus III: Dances of Time
- Adiemus IV: The Eternal Knot
- Adiemus V: Vocalise
- Adiemus Colores – Karadaglic/Villazon/Flores, 2013 Deutsche Grammophon
- Motets – Polifonia / Stephen Layton, 2014 Deutsche Grammophon
- Still With The Music - Diversos artistes, 2015 Warner Classics

### Col·leccions
- The Best of Adiemus
- The Very Best of Karl Jenkins, EMI Classics (2011)
- Voices, Warner Classics (2015). Una col·lecció de vuit discos que inclouen l'estrena mundial de The Healer - A Cantata for St Luke

### Altres treballs
- Adiemus: Live - versions en directe del projecte Adiemus
- Palladio (1995)
- Eloise (opera)
- Imagined Oceans (1998)
- The Armed Man: A Mass for Peace (composta el 1999, estrenada el 2000)
- Dewi Sant, per a soprano, contralt, tenor i baix (SATB), cor i orquestra (1999, 30 minuts)
- Diamond Music (1996)
- Merry Christmas to the World (1995) – una col·lecció de nadales tradicionals orquestrades per Jenkins
- Over the Stone (2002) – concert per a doble arpa
- Crossing the Stone (2003) – un àlbum amb l'arpista gal·lesa Catrin Finch
- Ave Verum (2004) – per a baríton (compost per a Bryn Terfel)
- In These Stones Horizons Sing (2004)
- Requiem (2005)
- Quirk (2005) concertante
- River Queen (2005) – partitura per a la pel·lícula River Queen del director neozelandès Vincent Ward
- Tlep (2006)
- Kiri Sings Karl (2006) – amb Kiri Te Kanawa
- This Land of Ours (2007) – amb la Cory Band i Cantorion
- Stabat Mater (2008) – adaptació de Jenkins d'un poema catòlic del segle xiii
- The Concertos (2008) – Over the Stone (per a doble arpa), La Folia (per a marimba), Quirk (concertante per a flautes, teclats i percussió), Sarikiz (per a violí), re-enregistrament del concerto grosso Palladio
- Music of the Spheres (2008) - amb Mike Oldfield
- Te Deum (2008)
- Stella Natalis (2009)
- Gloria (2010) – amb Hayley Westenra
- The Bards of Wales (2011)
- Songs of the Earth (2012)
- The Peacemakers (2012)
- The Healer - A Cantata for St Luke (2014)